# フランシスコ・テヘドール
フランシスコ・テヘドール（Francisco Tejedor、1966年6月20日 - ）は、コロンビアのプロボクサー。バランキージャ出身。元IBF世界フライ級王者。

## 来歴
1986年1月31日、デビュー戦を行い2回TKO勝ちでデビュー戦を白星で飾った。
1986年11月15日、FACARBOXライトフライ級王者レオナルド・パレデスと対戦し6回TKO勝ちで王座獲得に成功した。
その後は無敗をキープし1989年1月27日、コロンビアライトフライ級王者エドゥアルド・バリオスと対戦し2回KO勝ちで王座獲得に成功した。
1990年3月24日、メキシコシティのアリーナ・メキシコでWBC世界ライトフライ級王者ウンベルト・ゴンサレスと対戦し初黒星となる3回31秒KO負けで王座獲得に失敗した。
1993年7月9日、IBFインターコンチネンタルフライ級王者リバニエル・アルバレスと対戦し5回TKO勝ちを収め王座獲得に成功した。
1995年2月18日、カルタヘナのコリセオ・バーナード・カラバッロでピチット・シスパンプラチャンの引退で空位になったIBF世界フライ級王座決定戦でホセ・ルイス・サパダと対戦し7回TKO勝ちで王座獲得に成功した。
1995年4月22日、アメリカデビュー戦をネバダ州ラスベガスのMGMグランド・ガーデン・アリーナで23戦全勝のダニー・ロメロと対戦し12回0-3(112-115、112-116、111-116)の判定負けを喫し初防衛に失敗し王座から陥落した。HBOが珍しくフライ級の世界戦を放送したが、2015年5月16日のローマン・ゴンサレスVSエドガル・ソーサまで放送されなかった。
1996年5月4日、ダニー・ロメロの返上で空位になったIBF世界フライ級王座決定戦をカリフォルニア州アナハイムのアロウヘッド・ポンドでマーク・ジョンソンと対戦し初回1分35秒KO負けで1年振りの王座返り咲きに失敗した。
2000年9月23日、後に3度世界挑戦するWBCアメリカ大陸バンタム級王者ヘナロ・ガルシアと対戦し12回判定負けで王座獲得に成功した。
2001年3月11日、エリック・モラレスの兄で元WBO世界スーパーフライ級王者ディエゴ・モラレスと対戦し10回判定負け。
2002年3月8日、FACARBOXバンタム級王者クアウテモック・ゴメスと対戦し12回3-0(116-111、115-112、114-113)の判定勝ちで王座獲得に成功した。
2002年6月28日、ウーゴ・ディアンゾと対戦し12回判定負けで初防衛に失敗し王座から陥落した。空位のWBCラテンアメリカバンタム級王座獲得に失敗した。
2002年9月5日、IBC世界スーパーバンタム級王者ビクトリオ・アバディアと対戦し5回0-3(2者が45-50、47-48)の負傷判定負けで王座獲得に失敗した。
2002年12月13日、ゲラルド・エスピノーサとWBAフェデセントロスーパーバンタム級王座決定戦を行うも10回TKO負けで王座獲得に失敗した。
2003年6月6日、マウリシオ・マルチネスとWBAフェデセントロスーパーバンタム級王者決定戦を行い、2回と3回にダウンを奪われカウントアウトで試合終了。3回3分0秒KO負けで王座獲得に失敗した。
2003年8月28日、後の2階級制覇王者ダニエル・ポンセ・デ・レオンと対戦し初回に3度ダウンを奪われ3ダウンルール適用のストップで試合終了。初回3分0秒TKO負け。
2004年6月19日、後の2階級制覇王者ジョニー・ゴンサレスと対戦し初回2分59秒TKO負けで泥沼の10連敗となりテヘドールは現役を引退した。

## 獲得タイトル
- FACARBOXライトフライ級王座
- コロンビアライトフライ級王座
- IBFインターコンチネンタルフライ級王座
- 第12代IBF世界フライ級王座（防衛0）
- FACARBOXバンタム級王座